# Catherine Feuillet
Catherine, Bénédicte Feuillet, née le 11 juillet 1965 à Orléans, est une généticienne française employée de Bayer CropScience et co-directrice de l'International Wheat Genome Sequencing Consortium (IWGSC). En 2008, elle et son équipe publient la première cartographie du plus grand chromosome du blé tendre 3B et en 2014 ils le complètent par un séquençage complet et publient une première version du génome du blé. Elle a été récompensée par le prix Foulon de l'Académie de Sciences, le trophée des femmes en or dans la  catégorie « recherche » en 2009 et le prix Jean-Dufrenoy de l'Académie d'agriculture de France.

## Distinction
- Elle est nommée chevalier de la Légion d'honneur par décret du 31 décembre 2009 [1].